# Trochiodes
Trochiodes là một chi bướm đêm thuộc họ Geometridae.